# Storbritannien ved vinter-OL 1952
Storbritannien deltog ved Vinter-OL 1952 i Oslo som "United Kingdom of Great Britain and Northern Ireland" under betegnelsen Great Britain. Landet stillede med 18 sportsudøvere, otte mænd og ti kvinder. De konkurrerede i tre sportsgrene, alpint, kunstskøjteløb og hurtigløb på skøjter, og opnåede en enkelt guldmedalje. Det betød, at Storbritannien blev ottendebedste nation ved disse lege. John Nicks var landets fanebærer.

## Medaljer
| 1952 Oslo      | Guld | Sølv | Bronze | Total |
| Storbritannien | 1    | 0    | 0      | 1     |

## Medaljevindere
Den britiske medaljevindere var:
| Storbritannien ved vinter OL 1952 i Oslo | Storbritannien ved vinter OL 1952 i Oslo | Storbritannien ved vinter OL 1952 i Oslo | Storbritannien ved vinter OL 1952 i Oslo |            |
| Medaljer                                 | Deltager                                 | Sport                                    | Øvelse                                   | Resultater |
| ---------------------------------------- | ---------------------------------------- | ---------------------------------------- | ---------------------------------------- | ---------- |
| Guld                                     | Jeannette Altwegg                        | Kunstskøjteløb                           | single kvinder                           |            |